# Warjabakti
Warjabakti is een bestuurslaag in het regentschap Bandung van de provincie West-Java, Indonesië. Warjabakti telt 4924 inwoners (volkstelling 2010).